# ザンビアサッカー協会
ザンビアサッカー協会（ザンビアサッカーきょうかい、Football Association of Zambia、略称FAZ）は、ザンビアにおけるサッカーの統括団体である。本部は首都であるルサカに置かれる。

## 概要
1929年に設立され、1964年に国際サッカー連盟（FIFA）に加盟した。アフリカサッカー連盟（CAF）および南部アフリカサッカー協会評議会（COSAFA）のメンバーでもある。
主にザンビアン・プレミアリーグの運営や、サッカーザンビア代表および女子代表などを組織している。また、FAZの事務局は「フットボールハウス」(Football House) という名称でも知られる。